# Yeni Cami (Mytilini)

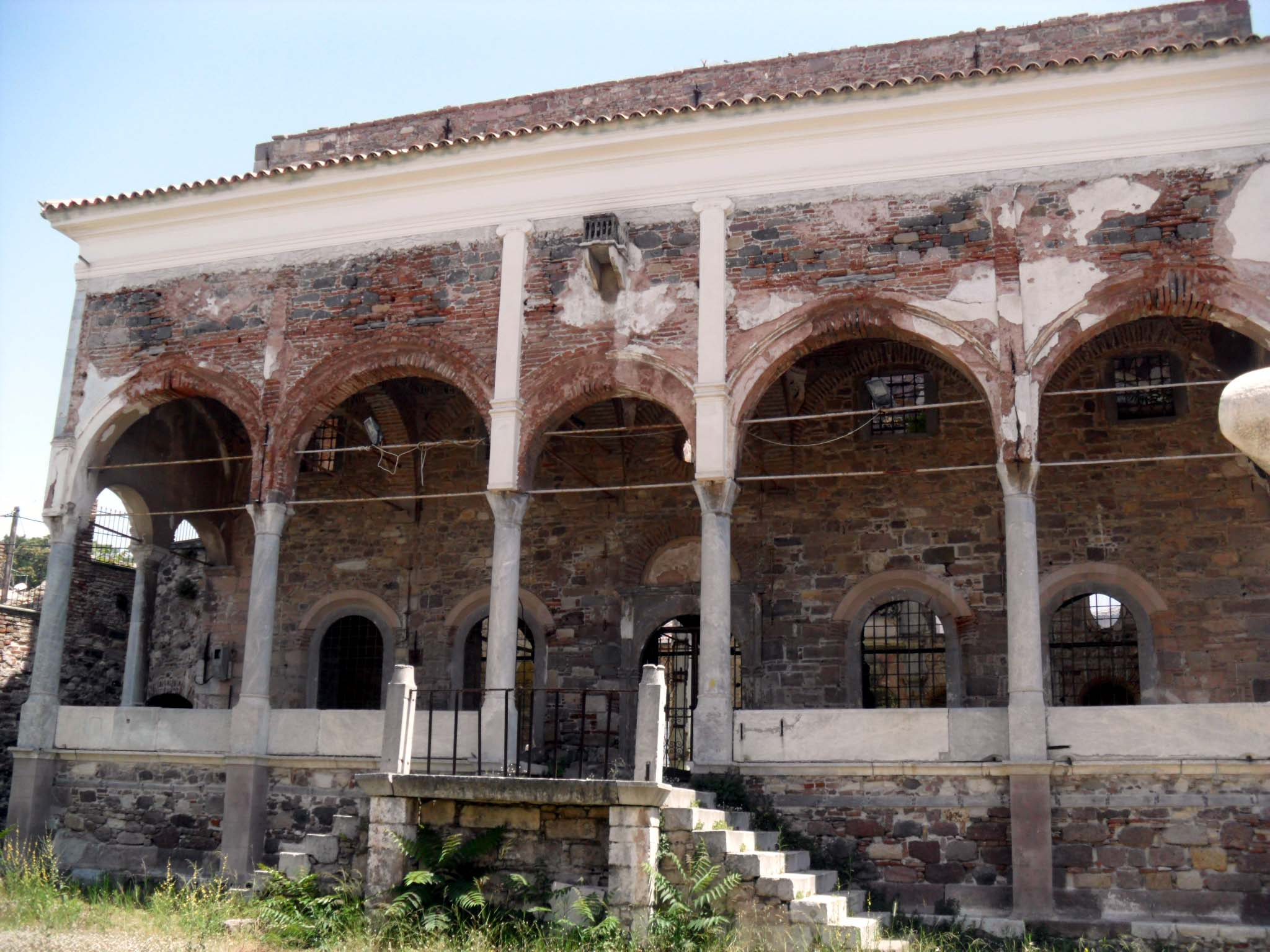
Eingangshalle der Moschee mit Portikus

Die Yeni Cami (‚Neue Moschee‘, griechisch Γενί Τζαμί Geni Tzami) ist eine historische osmanische Moschee in Mytilini auf der Insel Lesbos in Griechenland. Es ist die größte und zuletzt erbaute Moschee in Mytilini.

## Lage
Die Yeni Cami befindet sich an der odos Ermou (‚Hermes-Straße‘) in Epano Skala in der Mitte des ehemaligen türkischen Marktes im alten türkischen Viertel von Mytilini. Epano Skala befindet sich nördlich des modernen Stadtzentrums und westlich des alten Hafens. In unmittelbarer Nähe der Neuen Moschee liegen der muslimische Friedhof und das türkische Bad Tsarsi Hamam (Τσαρσί Χαμάμ).

## Geschichte und Architektur
Lesbos (türkisch Midilli) stand zwischen 1462 und 1912 unter osmanischer Herrschaft und hatte eine beträchtliche muslimische Bevölkerung. Die Moschee wurde 1825 vom örtlichen Gouverneur (nazır), Kulaksızzade Mustafa Ağa, in Auftrag gegeben. Zusätzlich wurde im Auftrage Hadschi Muhammeds eine Medrese im Hof der Moschee erbaut, während die Residenz des Muftis auf der nördlichen Seite des Hofes errichtet wurde. Das Gebäude, das Elemente der byzantinischen und osmanischen Architektur vereint, wurde aus Stein mit einem Ziegelkuppeldach errichtet.
Nach dem Bevölkerungsaustausch zwischen Griechenland und der Türkei in den frühen 1920er Jahren verließ die türkische Bevölkerung die Stadt und die Moschee verlor ihre Gemeinde. In der Moschee wurden griechische Flüchtlinge aus der Türkei untergebracht. Später wurde das Dach abgebrochen und das Baumaterial verkauft. Vom ehemaligen Minarett ist nur noch der Sockel erhalten; es befand sich an der nordwestlichen Ecke, war etwa 30 m hoch und überragte den Glockenturm der Kathedrale. Während der griechischen Militärdiktatur sollte die Moschee komplett abgebrochen werden.
Seit 2000 werden Erhaltungsmaßnahmen durchgeführt, das Bauwerk wird für kulturelle Veranstaltungen wie Theateraufführungen und Ausstellungen genutzt. Im Jahre 2011 reinigten 35 Freiwillige, Mitglieder der Bürgerinitiativgruppe Aeolistas, die stark vernachlässigte Moschee. Inzwischen stellte Bürgermeister Spiros Galinos die Restaurierung der Moschee mit Hilfe von EU-Geldern in Aussicht.[veraltet]